# Фламандские диалекты
Фламандские диалекты (нидерл. Vlaams) — общее наименование двух крупных диалектных групп нидерландского языка, распространённых на территории Бельгии, — восточно- и западнофламандской, — которые распространены в Восточной и Западной Фландрии, ранее входивших в состав графства Фландрия. Помимо данных двух диалектов в Бельгии имеются также брабантские и лимбургские диалекты.

## История
Во времена расцвета Брюгге и Гента нидерландский язык существенно влиял на местные диалекты. С начала XVII века диалект Восточной Фландрии стал развиваться быстрее, чем на западе. Причиной тому послужили сельский характер жизни в Западной Фландрии и географическая близость восточнофламандского диалекта к Брабанту, диалект которого постоянно расширялся и оказывал большее влияние на нидерландскоязычные области, чем собственно фламандский. Сегодня носители фламандского диалекта предпочитают использовать особую форму диалекта tussentaal, которая не соответствует ни стандартному нидерландскому, ни диалектам.